# Surf World Series
Surf World Series est un jeu vidéo de surf typé arcade, développé par le studio britannique Climax Studios et édité par Vision Games Publishing, sorti le 29 et 30 août 2017 sur PlayStation 4, Xbox One et Microsoft Windows via la plateforme de contenu en ligne Steam.

## Système de jeu
Surf World Series est un jeu vidéo de surf orienté arcade dont le joueur incarne un surfeur. Le but est de surfer sur les vagues de plages paradisiaques et de réaliser différentes figures – les tricks – afin d’engranger un maximum de points dans un laps de temps.
Le joueur évoluera dans cinq spots différents (tel les plages de Hawaii ou les côtes accidentées du Portugal) qui présentent chacun des aspects singuliers . Par ailleurs, un mode solo comprenant 45 défis sera disponible ainsi qu'un multijoueur où jusqu'à 16 joueurs pourront s'affronter à travers trois modes de jeu.
Le jeu propose également une personnalisation complète de l'avatar du joueur, parmi six athlètes (trois femmes et trois hommes),.

## Développement
Surf World Series est développé par Climax Studios ; un studio indépendant britannique crée en 1988 dont la dernière production vidéo-ludique remontant d'avril 2015, est le jeu Assassin's Creed Chronicles China. Le développement de Surf World Series est réalisé en partenariat avec Vision Games Publishing et Standfast Interactive.
En décembre 2016, le studio annonce le jeu auprès de la presse spécialisée via un communiqué. Le 29 mars 2017, une vidéo de présentation, publiée sur la chaîne YouTube de Vision Games Publishing, dévoile des pans du gameplay du jeu.